# 旧圣弗洛朗
旧圣弗洛朗（法語：Saint-Florent-le-Vieil，法語發音：[sɛ̃ flɔʁɑ̃ lə vjɛj] ⓘ）是法国曼恩-卢瓦尔省的一个旧市镇，属于绍莱区。2015年12月15日，旧圣弗洛朗和相邻的10个市镇合并为新市镇卢瓦尔河畔莫日（Mauges-sur-Loire）。

## 历史
旧圣弗洛朗曾是旺代叛乱的重要根据地。

## 地理
旧圣弗洛朗（47°21'41"N, 1°0'59"W）面积24.7 平方千米，位于法国卢瓦尔河地区大区曼恩-卢瓦尔省，该省份为法国西部内陆省份，大致对应安茹地区，北起顺时针与马耶讷省、萨尔特省、安德尔-卢瓦尔省、维埃纳省、德塞夫勒省、旺代省、大西洋卢瓦尔省和伊勒-维莱讷省接壤。
与旧圣弗洛朗接壤的市镇（或旧市镇、城区）包括：瓦拉德、卢瓦罗克桑斯、博斯、莫日地区博茨、拉沙佩勒圣弗洛朗、勒马里耶、圣洛朗迪莫泰。
旧圣弗洛朗的时区为UTC+01:00、UTC+02:00（夏令时）。

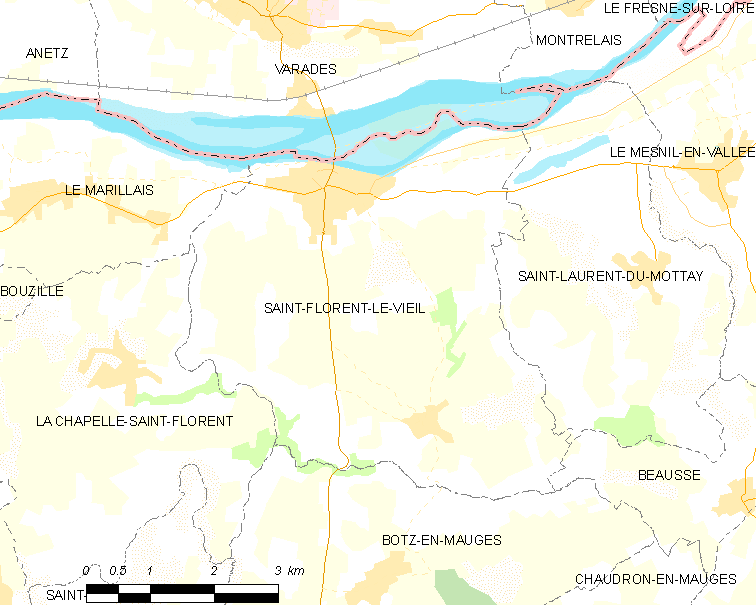
旧圣弗洛朗的OSM定位图

## 行政
旧圣弗洛朗的邮政编码为49410，INSEE市镇编码为49276。

## 政治
旧圣弗洛朗所属的省级选区为卢瓦尔河畔莫日县。

## 人口

1962-2008年间旧圣弗洛朗人口变化图示

旧圣弗洛朗于2018年1月1日时的人口数量为2844人。